# Valter Neeris
Valter Neeris (* 8. Märzjul. / 21. März 1915greg. in Tallinn, Gouvernement Estland; † 30. Dezember 1942 bei Welikije Luki, Sowjetunion) war ein estnischer Fußballspieler. Er gilt bis heute zu den besten estnischen Defensivspielern vor dem Zweiten Weltkrieg.

## Karriere
Valter Neeris wurde 1915 in Tallinn der Hauptstadt des Gouvernements Estland geboren. Bis 1929 besuchte er eine Grundschule in Tallinn.
Von 1934 bis 1940 war Neeris als Fußballspieler aktiv. Der auf der Position des Abwehrspieler spielende Neeris gewann mit JS Estonia Tallinn zwischen 1934 und 1939 sechsmal die Estnische Fußballmeisterschaft. Zusammen mit Spieler wie Elmar Tepp, Leonhard Kass, Egon Parbo, Heinrich Uukkivi, Elmar Saar und weiteren prägte Neeris den Fußball in Estland vor dem Zweiten Weltkrieg.
Im Juni 1934 debütierte Neeris zusammen mit seinem Torhüter vom Stammverein Estonia Tallinn Evald Mikson in der Estnischen Nationalmannschaft im Spiel gegen Litauen in Kaunas.
In seinem dritten Länderspiel gegen Ungarn im August 1934 erzielte er den ersten und einzigen Treffer im Nationaltrikot.
Neeris nahm insgesamt viermal mit der Nationalelf am Baltic Cup teil und gewann die Austragung 1938. Zudem spielte Neeris in zwei Partien gegen Finnland und Deutschland in der Qualifikationsrunde für die 3. Weltmeisterschaft 1938.
Für Estlands Fußballnationalmannschaft kam Valter Neeris auf insgesamt 36 Einsätze, bei denen er 1 Tor erzielte.

## Tod
Als Soldat im Zweiten Weltkrieg fiel Neeris am 30. Dezember 1942 in der Schlacht von Welikije Luki an der Kalininer Front. Er war Teil der 7. Estnischen Infanteriedivisionen (7. Eesti Laskurdiviis) unter Leutnant August Vassil.

## Erfolge
- Baltic Cup: 1938
- Estnischer Meister: 1934, 1933, 1935, 1936, 1937/38, 1938/39